# فریمانت (کالیفرنیا)
فریمانت، کالیفرنیا شهری در ایالت کالیفرنیای ایالات متحده آمریکا با جمعیت ۲۱۴ هزار نفر است. این شهر در سال ۱۹۵۶ از بهم پیوستن پنج محله کوچکتر ایجاد شد.
فریمانت در جنوب شرقی منطقه خلیج سانفرانسیسکو واقع شده‌است و چهارمین شهر پرجمعیت این منطقه‌است.